# Georg Hieb
Georg Hieb (um 1843 – 6. November 1924 in Groß-Rode) war ein Opernsänger (Bass) und Theaterschauspieler.

## Leben
Nachdem Hieb in Magdeburg (1864), Halle (1865), Sondershausen (1866) und Weimar (1867) gewirkt hatte, trat er 1868 in den Verband der Hofbühne Braunschweig, wo er als „Baculus“ in Der Wildschütz debütierte. Dort blieb er bis 1905.
Er fand sowohl als Schauspieler wie als Sänger Verwendung. Er sang hauptsächlich Rollen des Baßbuffo-Fachs. „Stadinger“ im Waffenschmied, „van Bett“ in Zar und Zimmermann, der Kellermeister „Hans“ in Undine etc. waren gern gesehene Leistungen dieses Darstellers. Weitere Opernrollen Hiebs waren der König in Aida, „Colonna“ in Rienzi und „Falstaff“ in Die lustigen Weiber von Windsor.
Hieb setzte sich für die Interessen von Bühnenangehörigen ein. Er war Mitbegründer und langjähriger Obmann der Genossenschaft Deutscher Bühnen-Angehöriger. Er „machte sich um die wirtschaftliche Hebung des Schauspielerstandes sehr verdient.“ (Kosch).
Sein Lebensweg nach 1905 ist weitestgehend unbekannt. Er wohnte in Braunschweig am Steinweg, in der Güldenstraße und zuletzt bis 1917 in der Zimmerstraße. Hieb war ein großer Verehrer des 1777 in Braunschweig geborenen Mathematikers, Astronomen, Geodäten und Physikers Carl Friedrich Gauß. Nach seiner Pensionierung mietete er 1911 einen Raum in Gauß‘ Geburtshaus und richtete dort eine kleine Ausstellung mit Erinnerungsstücken an Gauß ein. Aus Hiebs Sammlung entstand 1929 das Gauß-Museum.
Hieb starb im 81. Lebensjahr im Forsthaus Groß-Rohde an einem Herzschlag.